# Theobroma duckei
Theobroma duckei är en malvaväxtart som beskrevs av Huber. Theobroma duckei ingår i släktet Theobroma och familjen malvaväxter. Inga underarter finns listade i Catalogue of Life.